# Phaethornis striigularis
El ermitaño gorgiestriado  (Phaethornis striigularis) es una especie de ave apodiforme de la familia Trochilidae, perteneciente al numeroso género Phaethornis. Es nativo de la América tropical (Neotrópico), desde el sur de México, América Central y norte y noroeste de América del Sur.

## Nombres comunes
Se le denomina también ermitaño golilistado (en Ecuador), ermitaño golirayado (en Colombia), ermitaño gorgirrayado o gorguirrayado (en Colombia y Panamá), ermitañito gargantirrayado (en Venezuela), colibrí ermitaño enano (en México), ermitaño enano (en Costa Rica, Nicaragua y México), ermitaño chico (en Honduras) o ermitaño de garganta rayada.

## Distribución y hábitat
Se distribuye desde el sur de México (noreste de Oaxaca y sur de Veracruz hasta el sureste de Quintana Roo), Belice, el noreste de Guatemala, el norte y el este de Honduras, Nicaragua, Costa Rica, Panamá, en el oeste, centro y norte de Colombia (principalmente tierras bajas del Pacífico y en el valle del Magdalena), el oeste de Ecuador (al sur hasta El Oro) y el noroeste y norte de Venezuela (ambas vertientes de los Andes y cordillera de la Costa).
Esta especie es considerada común en una variedad de hábitats naturales: el sotobosque, los bordes y los claros de árboles caídos de selvas húmedas de tierras bajas y colinas; en bosques semi-caducifolios, matorrales, crecimientos secundarios densos, plantaciones con abundante vegetación, y hasta en jardines. Desde el nivel del mar hasta los 1300 m de altitud en Venezuela, hasta los 1500 m en Costa Rica y Ecuador, pero principalmente por debajo de los 800 m en este último país. Esencialmente es una especie residente pero algunos movimientos locales se pueden producir.

## Descripción
Con una longitud total de 9 a 10 cm y un peso de 2 a 3 g, está entre las especies de ermitaños más pequeños. Las cobertoras de alas, el manto, la nuca y la corona son de color verde tornasol pálido; la rabadilla es rojizo pálido, el vientre y las ijadas son beige, y las partes centrales inferiores y la garganta son de color gris-marrón, esta última con pequeñas manchas oscuras que a menudo son pálidas y difíciles de ver. La cara tiene un borde negruzco, como un antifaz, por encima de las cejas de color blanco-beige y por debajo de la mejilla del mismo color. Las plumas de vuelo y la cola son negruzcas, esta última con ápices de color blanquecino a ocráceo dependiendo de la subespecie en cuestión. Como en la mayoría de otros ermitaños, tiene un pico largo y curvado. La mitad basal de la mandíbula inferior es de color amarillo, pero el resto del pico es negro.
Los sexos son prácticamente idénticos. Los jóvenes al parecer tienen toda la espalda de color rojizo pálido.
El canto del macho es muy agudo, chirriante, monótono y se escucha con facilidad. Su estructura exacta varía en el rango de la especie.

## Alimentación
Se alimenta del néctar de las flores que visita con regularidad. También se ha observado perforando la base de las flores para obtener néctar que de otra manera estaría fuera de su alcance; a veces come pequeños insectos. Normalmente forrajea en el nivel bajo, apenas ocasionalment en el dosel.

## Reproducción
Es esencialmente solitario pero los machos forman leks donde cantan para atraer a las hembras. El nido, una pequeña taza con una «cola» colgante por debajo de ella, consiste de materiales de plantas pegadas por telas de araña. Los dos huevos que son incubados en su totalidad por la hembra, eclosionan después de 15 o 16 días. El momento exacto de reproducción varía dependiendo de la región. En Ecuador por ejemplo, se observó un ejemplar juvenil a principios de marzo.

## Sistemática

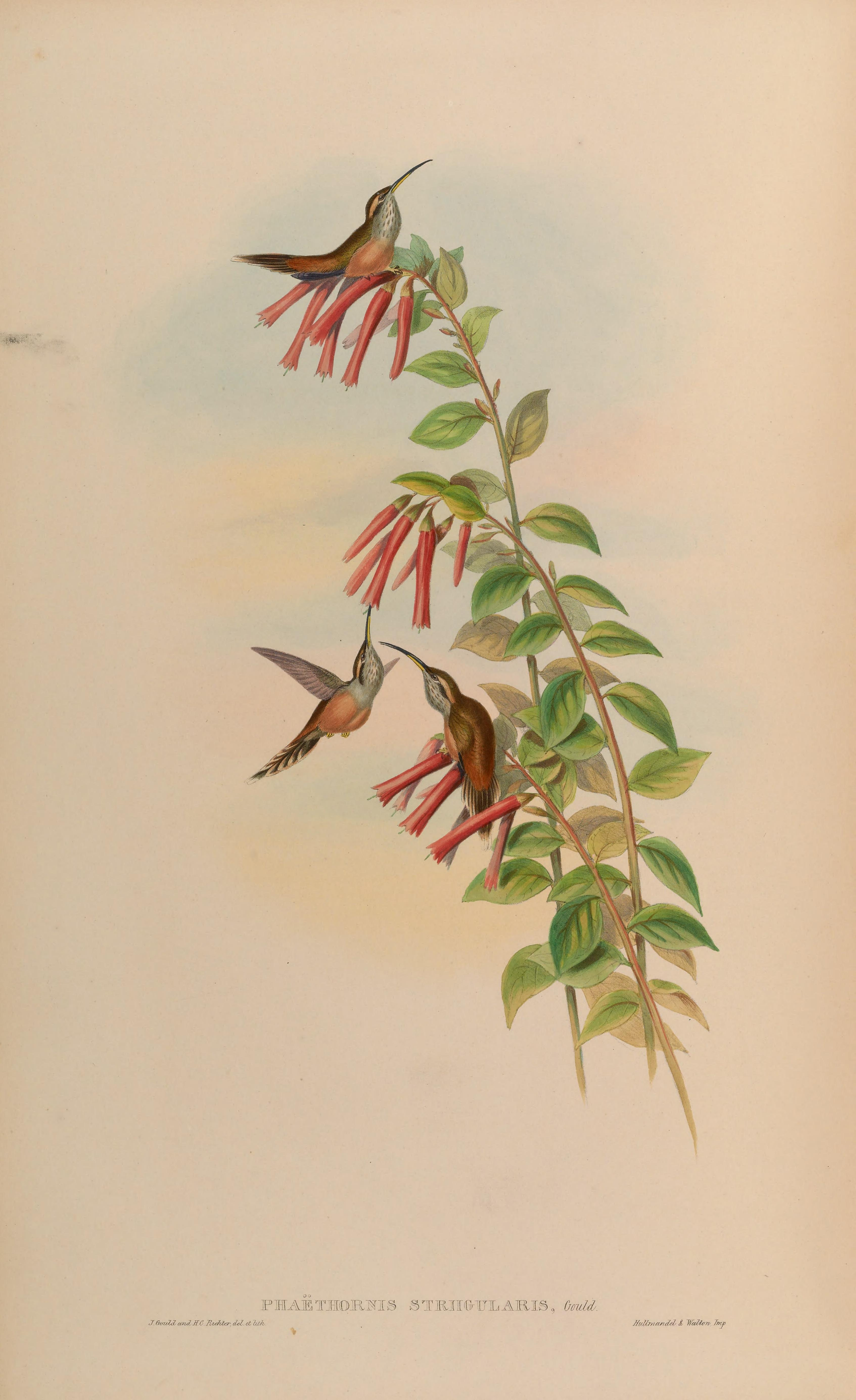
Phaëthornis striigularis, ilustración de Gould y Richter en A monograph of the Trochilidae, or family of humming-birds vol. 1, 1861.

### Descripción original
La especie P. striigularis fue descrita por primera vez por el ornitólogo británico John Gould en 1854 bajo el mismo nombre científico; su localidad tipo es: «Bogotá, Colombia».

### Etimología
El nombre genérico masculino «Phaethornis» se compone de las palabras del griego «phaethōn» que significa ‘sol’ y «ornis» que significa ‘pájaro’; y el nombre de la especie «striigularis», se compone de las palabras del latín «stria» que significa ‘línea’, ‘estría’, y «gularis» que significa ‘de garganta’.

### Taxonomía
Así como otros ermitaños pequeños, ya fue colocada en un género Pygmornis. También ya fue tratada como una subespecie de Phaethornis longuemareus, pero los caracteres morfológicos indican un parentesco cercano con P. griseogularis que se parece mucho con la subespecie saturatus de la presente. La forma propuesta P. adolphi Gould, 1857 tenía el nombre pre-ocupado y fue substituida por P. striigularis cordobae J.T. Zimer, 1950, que se considera ser un sinónimo de saturatus. Las formas P. striigularis nelsoni Bangs & Barbour, 1922 , de Panamá, y P. striigularis fraterculus Nelson, 1912, se consideran inválidas e sinónimos de saturatus.

### Subespecies

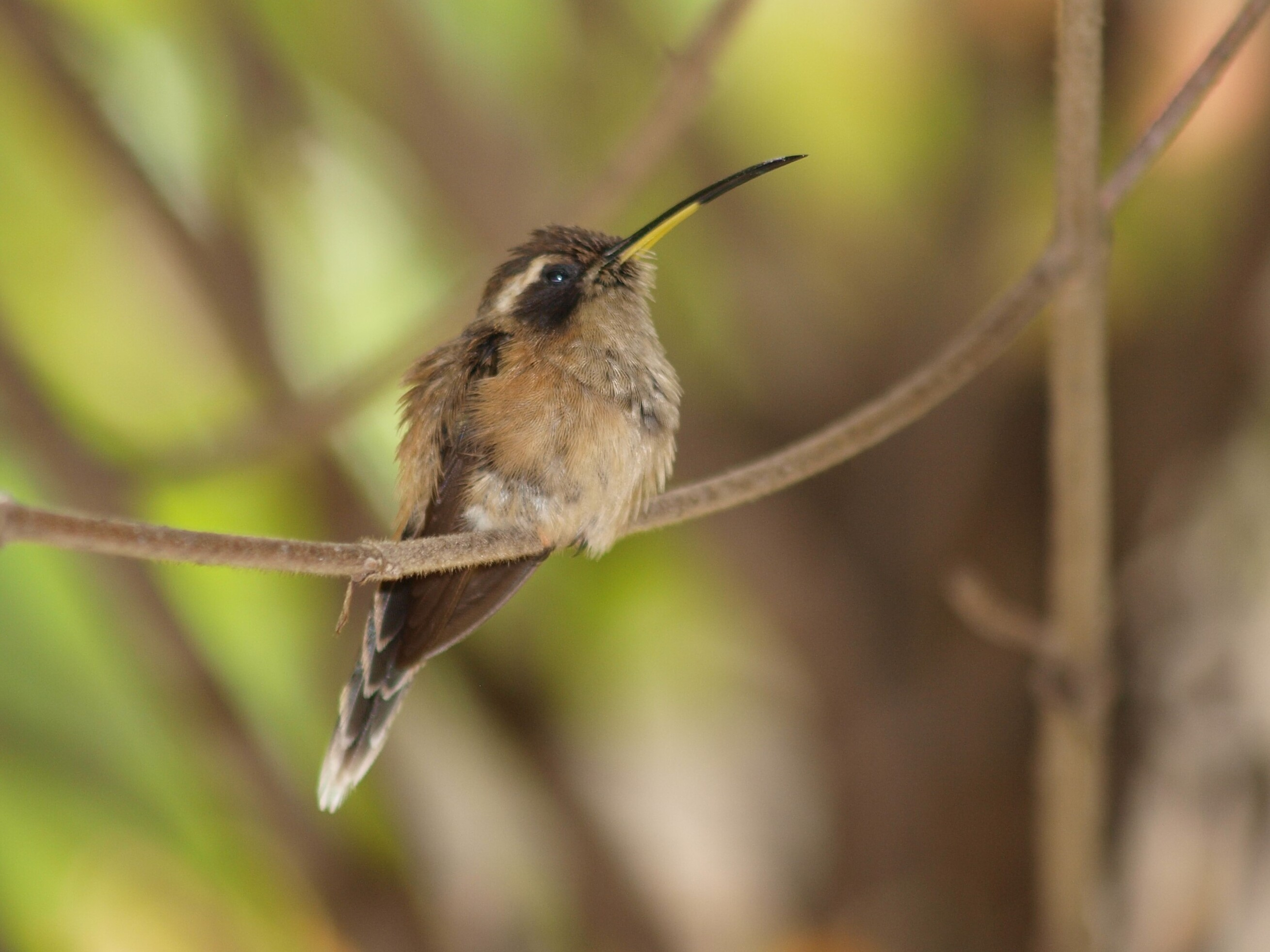
Phaethornis striigularis ignobilis en el Parque nacional Henri Pittier, Aragua, Venezuela.

Según las clasificaciones del Congreso Ornitológico Internacional (IOC)  y Clements Checklist/eBird  se reconocen cuatro subespecies, con su correspondiente distribución geográfica:
- Phaethornis striigularis saturatus Ridgway, 1910 – del sur de México al noroeste de Colombia.
- Phaethornis striigularis subrufescens Chapman, 1917 – oeste de Colombia y oeste de Ecuador.
- Phaethornis striigularis striigularis Gould, 1854 – norte de Colombia (y valle del Magdalena) y adyacente oest de Venezuela.
- Phaethornis striigularis ignobilis Todd, 1913 – norte de Venezuela.